# Jurij Leontenko
Jurij Leontenko (* 27. Juni 1986) ist ein ukrainischer Radrennfahrer.
Jurij Leontenko belegte 2005 in der Gesamtwertung der Tour de Ribas den dritten Platz. In der Saison 2007 fuhr er für das Ukraine Neri Sottoli Team. 2011 und 2012 fuhr Leontenko für das ukrainische Kolss Cycling Team. In seinem zweiten Jahr dort wurde er Siebter in der Gesamtwertung der Romanian Cycling Tour. Außerdem gewann er mit seinem Team das Mannschaftszeitfahren bei der Sibiu Cycling Tour.

## Erfolge
2012
- Mannschaftszeitfahren Sibiu Cycling Tour

## Teams
- 2007 Ukraine Neri Sottoli Team

- 2011 Kolss Cycling Team
- 2012 Kolss Cycling Team